# Corjova
Corjova nebo Korževo (moldavsky: Corjova/Коржова; rusky: Коржево/Korževo; ukrajinsky: Коржова/Koržova) je sídlo na levém břehu Dněstru na východě Moldavska. Corjova má nevyjasněný status a nachází se v tzv. bezpečnostní zóně mezi Moldavskem a mezinárodně neuznanou Podněsterskou moldavskou republikou. Z pohledu Podněstří se jedná o Korževo, součást podněsterského města Dubossary, z pohledu Moldavska o samostatnou obec Corjova v rámci moldavského okresu Dubăsari. Moldavská strana pravidelně organizuje volby starosty obce Corjova (2007, 2011), na což podněsterská strana opakovaně reagovala zatýkáním stávajících starostů a kandidátů. Volby starosty roku 2011 se z bezpečnostních důvodů konaly v sousední obci Cocieri, která je pod kontrolou Moldavska. Kvůli nevyjasněné situaci se obec stává častým místem vzájemných provokací a šarvátek mezi podněsterskou milicí a moldavskou policií.
V Corjově se narodil komunistický politik a bývalý prezident Moldavska Vladimir Voronin.